# Tapinoma fragile
Tapinoma fragile är en myrart som beskrevs av Smith 1876. Tapinoma fragile ingår i släktet Tapinoma och familjen myror. Inga underarter finns listade i Catalogue of Life.

## Bildgalleri

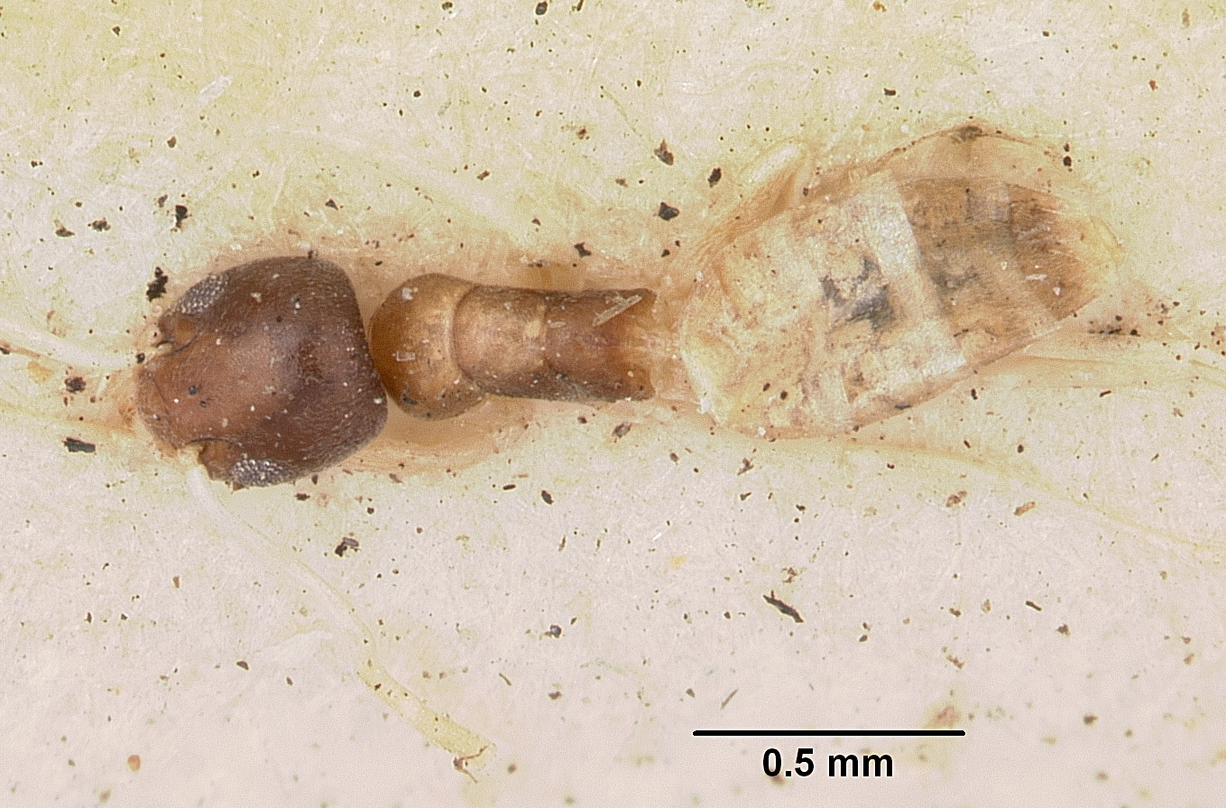
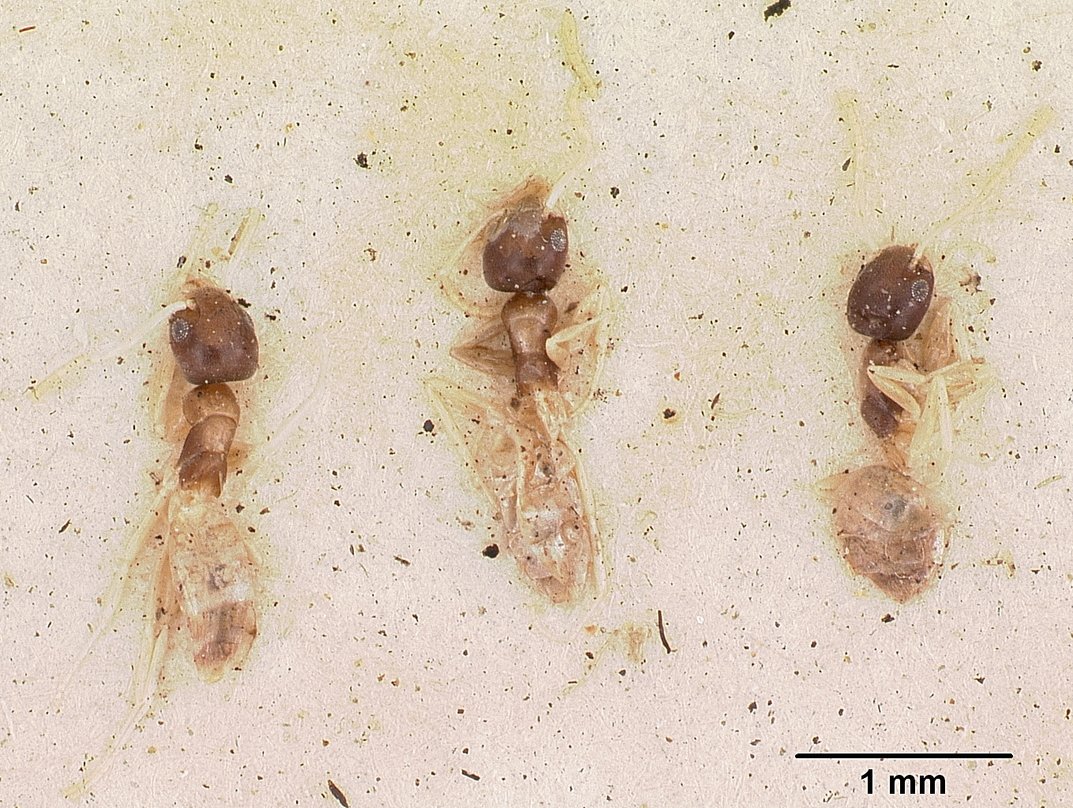
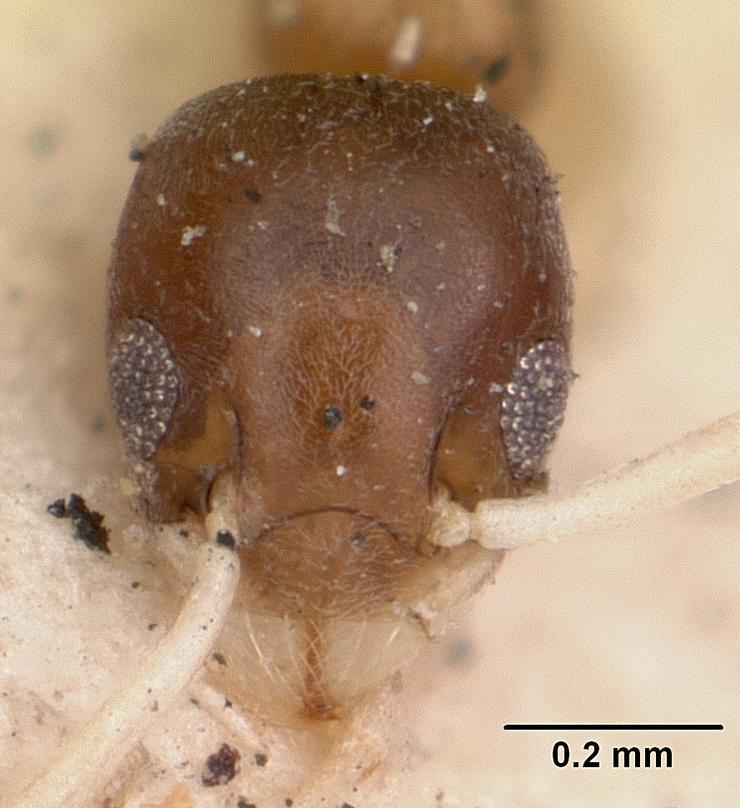
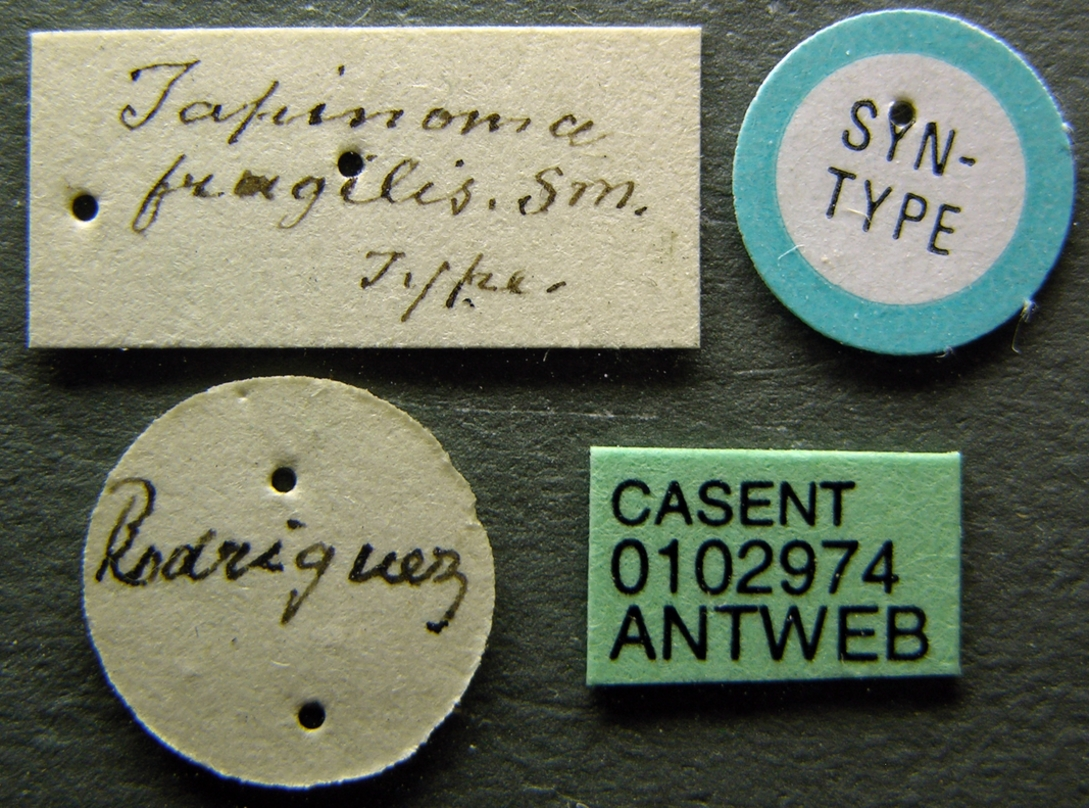
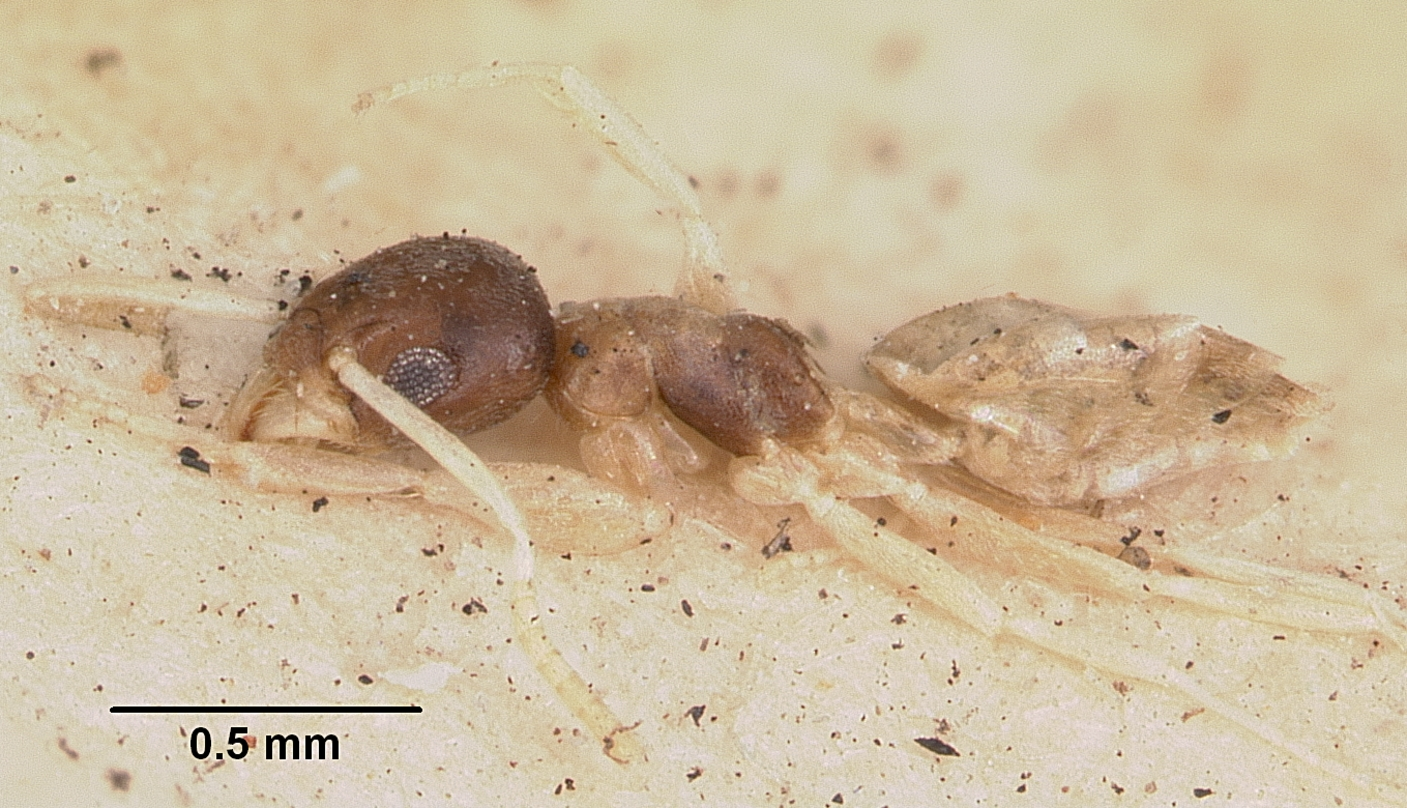